# Wels
Wels osztrák város, Felső-Ausztria Welsvidéki járásának központja, egyben önálló tartományi város. 62 470 lakosával (2020. januári állapot) Linz után a tartomány második, valamint az ország nyolcadik legnépesebb települése. 
A város a római időkben és a középkorban is jelentős településnek számított. Ma fontos kereskedelmi- és iparváros, közlekedési csomópont; valamint Linzcel és Steyrrel együtt alkotja a Felső-ausztriai központi zónát, a tartomány legsűrűbben lakott, legfejlettebb régióját.

## Elhelyezkedése

Wels Felső-Ausztriában

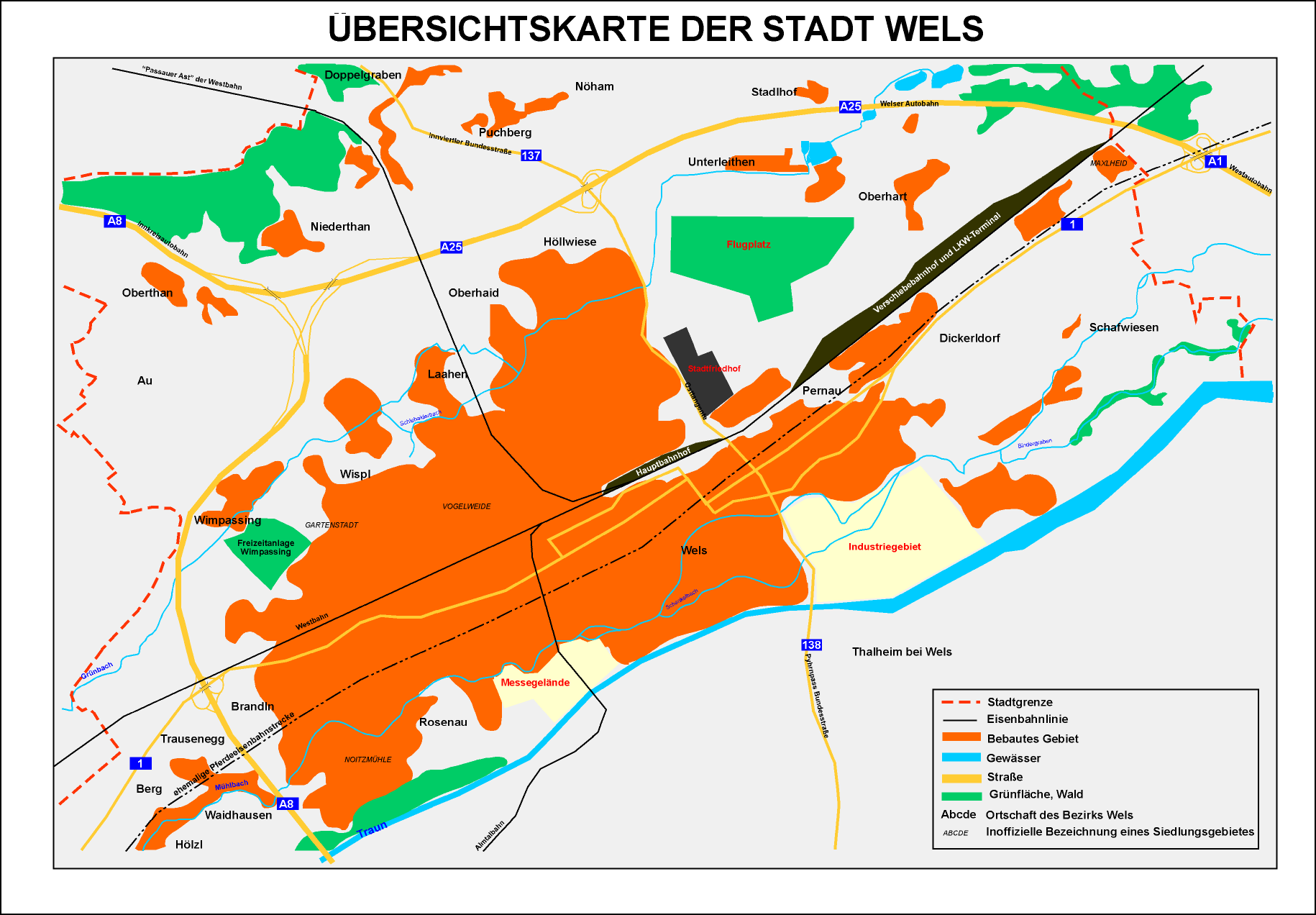
Wels térképe

Wels a tartomány Hausruckviertel régiójában fekszik, a Traun (a Duna jobb mellékfolyója) bal partján. Egyéb jelentős folyóvizei a Mühlbach és a Grünbach patakok. A Traunnal párhuzamosan futó Mühlbachot mesterségesen kettéágaztatták, ágai Linz alatt egyesülnek ismét. A város a Welsi-mező (Welser Heide) Traun-menti kavicspadjain terül el, de környékének talaját évszázadokon keresztül jelentősen feljavították, így mezőgazdasági termelésre jól használható. 
Wels városa hat kerületből áll: Innere Stadt (Belváros) és (délnyugattól az óramutató járásának megfelelően) Lichtenegg, Vogelweide, Neustadt, Pernau és Puchberg. Ettől függetlenül a városi önkormányzat területe hat katasztrális községre oszlik (Lichtenegg, Obereisenfeld, Pernau, Puchberg, Untereisenfeld és Wels), amelyeken összesen 37 település terül el: Aichberg (154 lakos 2020-ban), Au (20), Berg (196), Bernardin (4451), Brandln (3007), Dickerldorf (969), Doppelgraben (23), Eben (36), Grabenhof (26), Gassl (18), Haidl (2032), Hochpoint (1553), Höllwiesen (125), Hölzl (76), Kirchham (53), Laahen (5238), Lichtenegg (6277), Mitterlaab (82), Niederthan (720), Nöham (118), Oberhaid (5131), Oberhart (1053), Oberlaab (37), Oberthan (217), Pernau (985), Puchberg (98), Roithen (156), Rosenau (467), Schafwiesen (2159), Stadlhof (424), Trausenegg (115), Untereisenfeld (1042), Unterleithen (307), Waidhausen (195), Wels (17 058), Wimpassing (5874) és Wispl (1978).
A környező önkormányzatok: északra Buchkirchen, keletre Marchtrenk, délkeletre Schleißheim, délre Thalheim bei Wels (a határ a Traun folyó), délnyugatra Steinhaus, nyugatra Gunskirchen, északnyugatra Krenglbach.

## Története
Az ember legrégebbi nyomai Wels területéről az újkőkorból (i.e. 3500-1700 között) valók. Ebből a korból egyszerű eszközök kerültek elő, főleg a Traun partján és a mai városközpontban. A bronzkori urnamezős kultúra (i. e. 1100-750) temetőjében a régészek 60 db sírt tártak fel, bennük bronzékszerekkel. A prekelta hallstatti kultúrához köthető kardok, valamint a kelta La Tène-kultúra fegyvereit, aranyérméit, fibuláit, cserépedényeit is kiásták. A kelták adták a Traun folyó nevét.

### Római kor

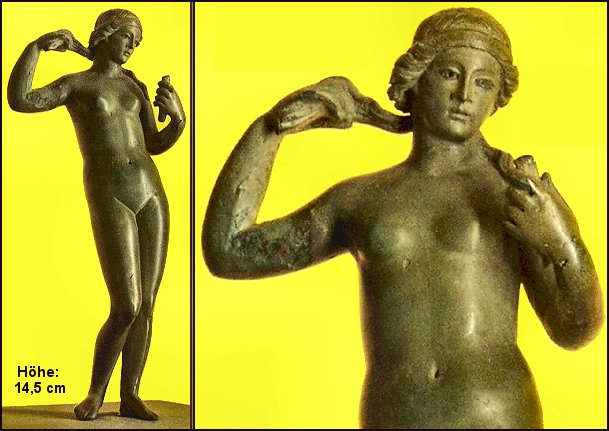
A welsi Vénusz

A római korban már egy Ovilava (vagy Ovilavis) nevű kisebb település terült a mai Wels helyén, amely Hadrianus uralkodása alatt municipium (város) rangot kapott. Belvárosában és vidékén téglaházak, gőzfürdő, aréna, vízvezeték maradványait tárták fel. A városka Caracalla idejére már coloniává fejlődött. Az alemannok támadásai miatt városfalat húztak köré, amelyet legalább hat toronnyal erősítettek meg.
Diocletianus reformjai során Noricum provinciát két részre osztották: az északi Noricum ripense tartománynak Ovilava volt a központja. A város vezetéséhez két duumvir (gyakorlatilag bírák), két aedilis, egy quaestor (kincstárnok) és a száztagú városi tanács tartozott. Gazdaságának alapját a mezőgazdaság, fazekasság, téglagyártás, kőbányászat képezte és a közeli határon át kereskedtek a barbárokkal. Ovilaván haladt át az Ennshez vezető kelet-nyugati főút, így élénk kereskedelmet folytatott a birodalom többi részével és számos terméket importált, többek között Galliából, Itáliából és a Rajna-vidékről. Ilyen importcikk volt a welsi Vénusz kerámiaszobor. 
A városban főpap (pontifex) és a collegium sexviri, a császárkultuszt ápoló papi testület élt. Számos, római istennek szentelt áldozókövet találtak, de a helyi kelta isteneknek (anyaistennő, Tarvos Trigaranus bikaisten) is áldoztak, legalábbis szobraikat és képeiket megtalálták.
A 3-4. században egyre inkább elterjedt a kereszténység a város lakói között. Szent Flórián is Ovilavában élt, míg Aelium Cetiumba (ma St. Pölten) nem kellett menekülnie. Itt találták meg a noricumi kereszténység egyik legkorábbi bizonyítékát, egy római katona feleségének, Ursának a sírkövét. 
A 3. századtól Wels vidékét egyre gyakrabban fosztogatták a germán törzsek, később pedig a hunok. Gallienus idején azt írták, hogy a barbárok egész Noricumot elpusztították. Odoaker, Itália kormányzója védhetetlennek ítélte és kiürítette a provinciát. A 4. századtól Ovilava kis, jelentéktelen városkává zsugorodott, majd a század végétől kezdve nem említik többé.

### Középkor

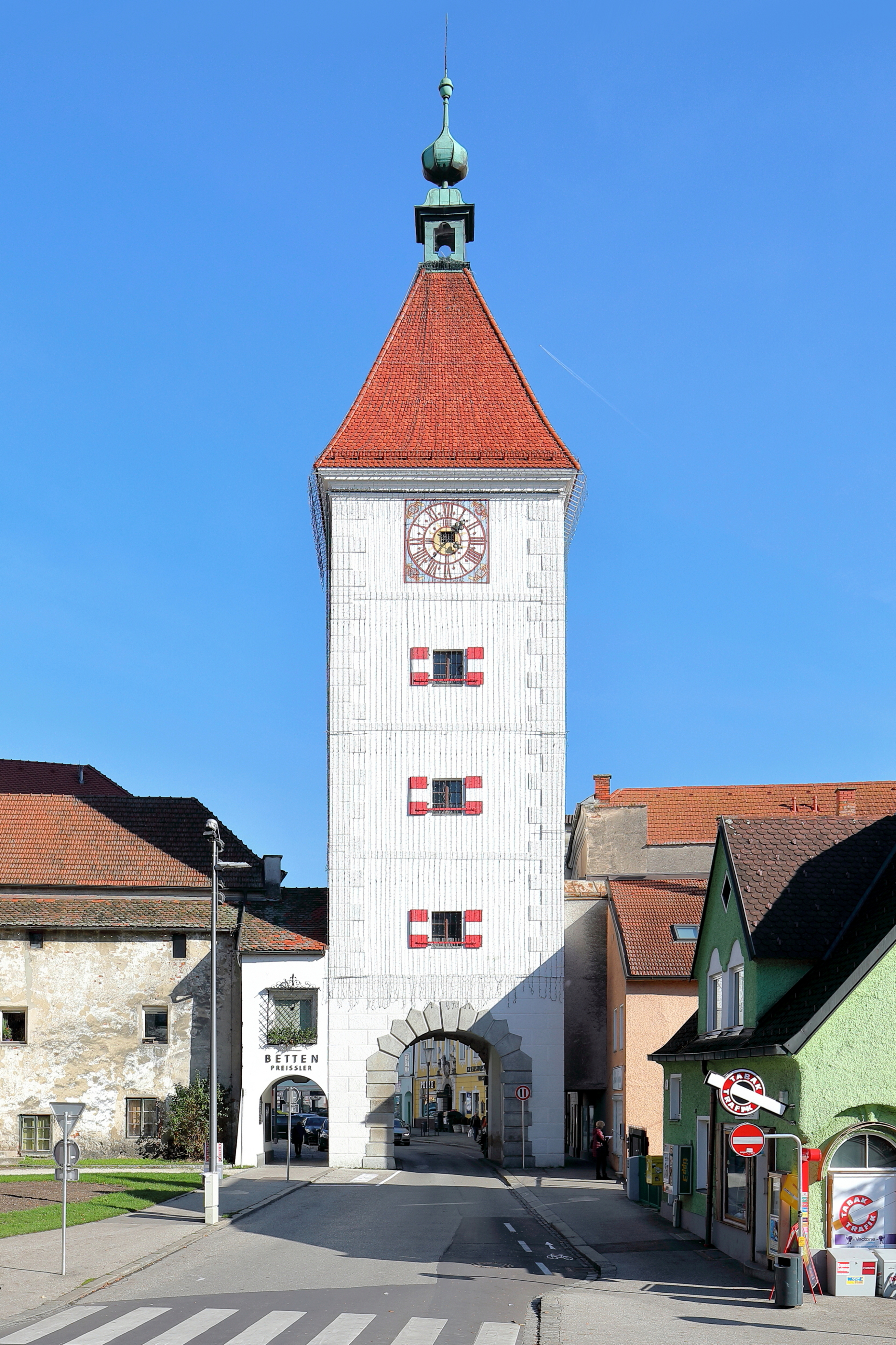
A Ledererturm

A 6. században germán bajorok telepedtek meg a térségben. Welst írásban először 776-ban említik, mint "castrum uueles"-t, ami arra utal, hogy meg volt erődítve. Itt volt az Agilolfing-nemzetséghez tartozó Machelm gróf székhelye, majd a 9. század végén a császári birtokok közé került. 
1000-ben már mezővárosként említik és posztókereskedelméről volt ismert. A 11. századtól a lambachi apátság birtoka lett, így a würzburgi püspökség alá került. A 12. századra a birtokviszonyok összekuszálódtak, a vásártartó jog, a hídvám, a plébániatemplom és a Mária-kápolna felügyelete Würzburg, Lambach, Kremsmünster és egyes nemesek között oszlott meg. 1192-ben a stájer hercegek kihalásával Wels a Babenbergek kezére került, akik 1222-ben városi jogot adományoztak a településnek. Ekkoriban Wels (Linz és Steyr mellett) a legfontosabb felső-ausztriai erősségek közé tartozott. 1233-ban a Civakodó Frigyes herceggel konfliktusba kerülő II. Ottó bajor herceg ideiglenesen megszállta Welst. A főteret a 13. században alakították ki, és a Tímárok kapuját (a Tímártorony elődjét) már 1326-ban megemlítik. Az osztrák hercegséget megszerző Habsburgok duplájára növelték a város területét. A város pecsétjét először 1295-ben használták. A 14. században Wels újabb kiváltságokat szerzett: mentességet kapott a söradó alól, csak a hercegnek kellett adót fizetnie, valamint árumegállító jogot adományoztak neki. A 14-15. században megjelent a gazdag polgárcsaládok; egyesek házai a mai napig fennmaradtak (a főtéren és a Traungassén).
I. Miksa császár gyakran megfordult Welsben, jóval gyakrabban, mint a többi uralkodó. A közelben egy vadászkastélyt is fenntartott. Uralkodása idején kibővítették a városházát és a welsi várat és újabb privilégiumokat adott a városnak. 1519-ben különös kegyként engedélyezte, hogy a város pecsétjét vörös viaszba nyomják. A császár röviddel később Wels várában halt meg.

### A reformáció

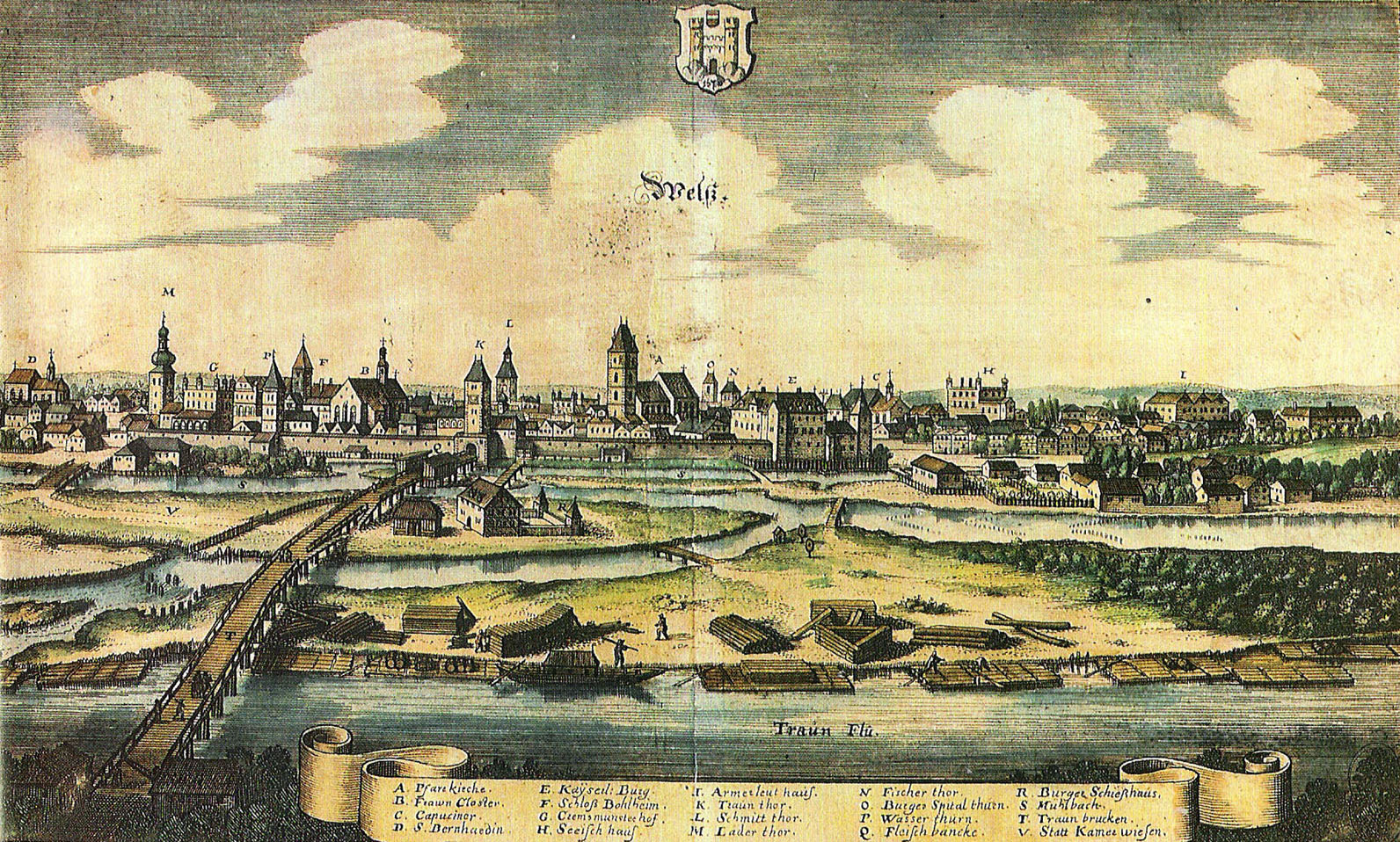
Wels látképe 1649-ben (Matthäus Merian metszete)

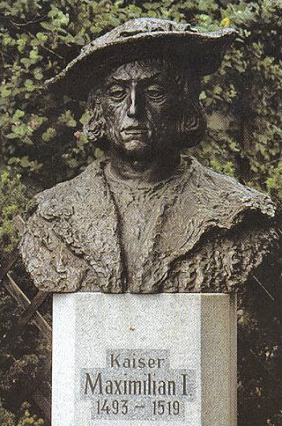
I. Miksa mellszobra a várkertben

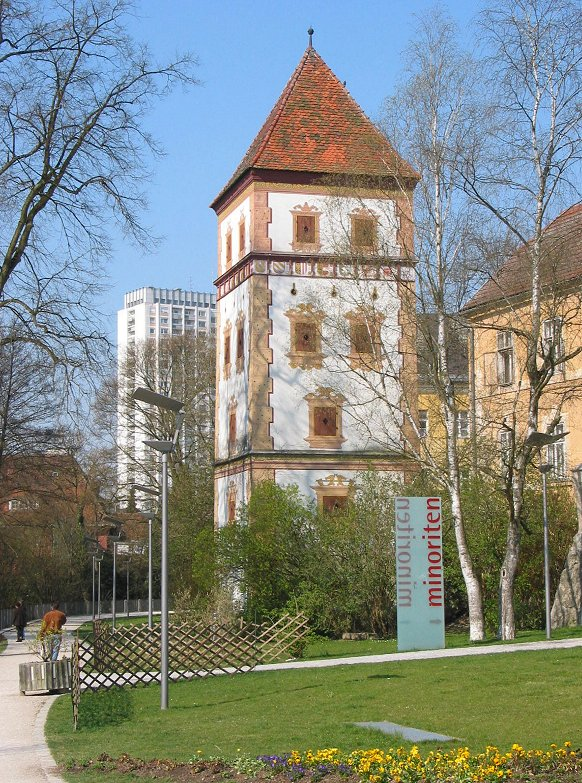
A középkori víztorony

A 16. században Wels gazdasága virágzott, elsősorban a mezőgazdasági termények kereskedelmének köszönhetően. Ekkoriban épült a víztorony és a Tímártorony. A reformáció hívei eleinte a helyi nemesség is diákság köréből kerültek ki, de a század közepére a lakosság többsége már a protestáns vallást követte. Az egyik neves protestáns prédikátor, a Magyarországon is lelkészkedő Konrad Cordatus Wels környékén született. A II. Ferdinánd császár által elrendelt rekatolizációt azonban igen szigorúan végrehajtották, emiatt a lakosság jelentős része, főleg a gazdag családok, kivándorolt Németországba. A város 1626-ig elkerülte a parasztháborúk viszontagságait, ekkor azonban a Stefan Fadinger vezette felkelők felgyújtották.
A harmincéves háború során többször is csapatokat szállásoltak el a városban, így annak kincstára teljesen kiürült; további csapásokat jelentett a pestis, az árvizek és az 1690-es földrengés. Wels lakossága ekkor kb. 4000-re rúgott. A vaskereskedelem és a szövetkészítés lehanyatlott, de a sörfőzdék száma megnőtt és Welsben rendezték a tartomány legnagyobb gabonavásárát is.

### Újkor
II. József egyházrendeletét követően bezárták a welsi minorita kolostort és több kápolnát, ellenben a protestánsok imaházat építhettek. A napóleoni háborúk során a franciák több alkalommal megszállták és kifosztották a várost, de néhány osztrák regiment is itt ütötte fel főhadiszállását. 
A 19. század elején a városban szállásolták el a 12. huszárezredet. 1829-ben megalakult a welsi színházi társulat, amely a volt templomi ispotályban lépett fel hetente négyszer, később ötször. 1835-ben megépült a Welset is érintő Budweis – Linz – Gmunden közötti lóvasút, amelyet az igazi vasút (a Kaiserin-Elisabeth-Bahn, amely könnyen elérhetővé tette Bécset, Linzet és Salzburgot) 1860-ban váltott fel. A század második felétől megindult az iparosodás, szög- és kalapgyár épült, gépgyár és hengermalom létesült. Az 1848-as forradalom után több újságot alapítottak, beleértve az első welsi hetilapoot, a “Der Welser Landbote”-t. 1858-ben elkészült az új dragonyoskaszárnya, amely a 6. huszárregimentnek adott otthont és melynek területe akkora volt, mint az egész óvárosé.

### 20. század

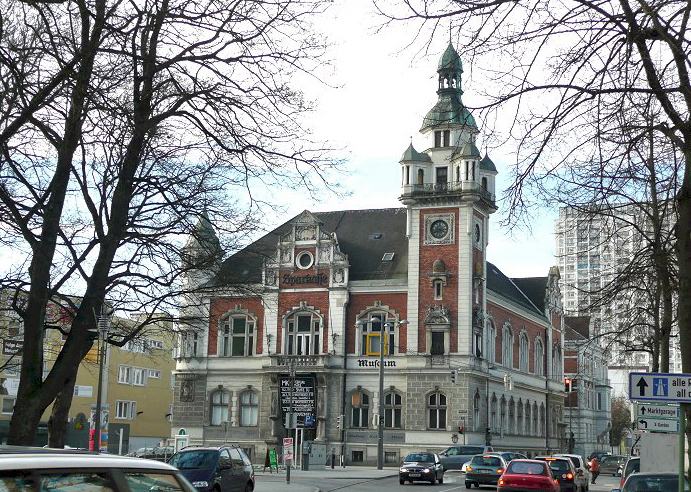
A volt takarékpénztár-épület (ma kultúrközpont)

A századfordulót, a Monarchia többi városához hasonlóan, gazdasági pezsgés és építkezési láz jellemezte: megépült a takarékpénztár és a kórház épülete, Knorr-élelmiszerüzem, kötélgyártó üzem, képkeretgyártó üzem, mezőgazdasági gépgyár, villamos erőmű létesült. 1904-ben megnyílt a városi múzeum. 
Az első világháború gazdasági nehézségeket hozott magával, amelyek a háború ás a Monarchia felbomlása után is megmaradtak. Magas infláció, munkanélküliség, folyamatos válságok jellemezték a város gazdasági életét az 1920-as évek végéig. 1920-ban Welsben létesült az első ipari léptékű komposztálóüzem, amely 1939-ig működött.
1938 márciusában a náci Németország annektálta Ausztriát. Welsben a helyi hatalomátvételt a Café Markutban szervezték meg a nemzetiszocialista párt tagjai. A helyi fegyveres erőket náci vezetés alá vették, a rendőrséget az SS és az SA felügyelte. Az Anschlusst követően Wels az Oberdonau reichsgauba került és a közigazgatási reform során a városhoz kapcsolták a szomszédos Lichtenegg, Pernau és Puchberg községeket. Ekkor jött létre a Vogelweide városrész is. A várostól nyugatra fekvő Gunskirchenbe telepítették a mauthauseni koncentrációs tábor egyik altáborát. 1938-ban az egyik helyi traktorgyárat a Welf-család vásárolta meg és repülőgépalkatrészeket gyártottak benne a Luftwaffe számára; az üzemben 45%-ban kényszermunkások dolgoztak. A háború során több tábort létesítettek, külön a francia és szovjet hadifoglyoknak, a külföldi toborzott és a keleti kényszermunkásoknak, valamint az olasz internáltaknak. Több ezer kényszermunkás és munkaszolgálatos dolgozott a wellsi gyárakban.
Welsben a Luftwaffe és a Wehrmacht több egységét szállásolták el; erre a célra iskolákat, középületeket vagy kisajátított magánházakat is használtak. A Wehrmacht barakktáborokat, lakóházakat, kórházakat, katonai adminisztratív épületeket, hadifogolytáborokat építtetett. A welsi repülőteret a Luftwaffe vette át, jelentősen kibővítette és pilótaiskolát nyitott. A Wehrmachtban mintegy 5000 welsi szolgált, közülük kb. 700-an estek el.  1944-45-ben a szövetségesek tizenegy légitámadást hajtottak végre a város ellen, amelyben több mint 500-an haltak meg, 300 lakóház teljesen, több száz részleges elpusztult. Wels 1945 májusában került amerikai megszállás alá. 
Miután az amerikaiak felszabadították a gunskircheni koncentrációs tábort, a túlélőket kórházakba szállították. 1945 augusztusáig 1032 volt fogoly halt bele a táborban szerzett betegségeibe a welsi kórházakban. A nácik által végzett kényszerített eutanáziának 131 welsi esett áldozatul és legalább 13 welsi zsidót gyilkoltak meg a holokauszt során.

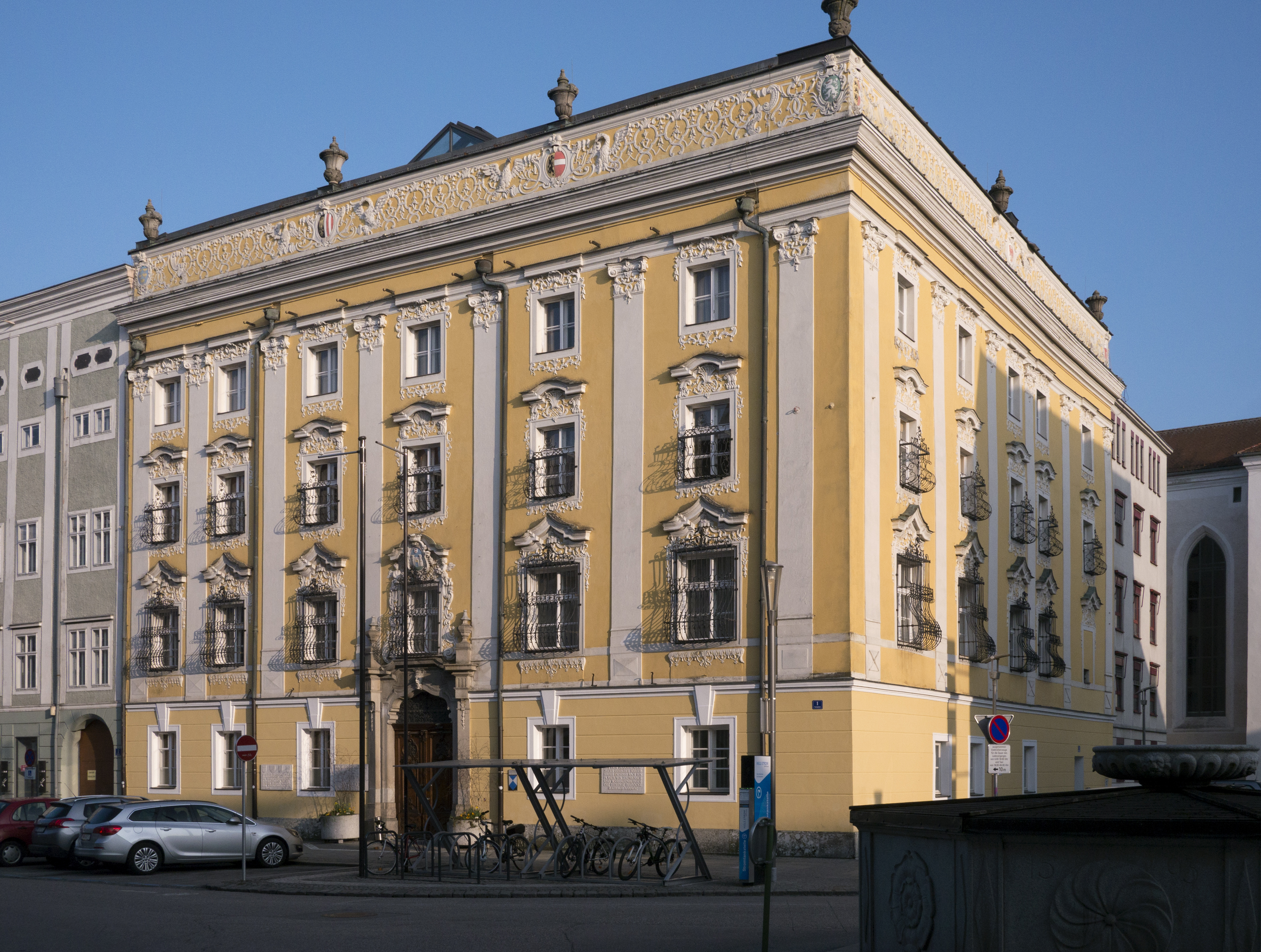
A városháza

A háború után tíz évbe telt, míg a szétrombolt infrastruktúrájú város magához tért. Az 1950-es és 60-as évek gyors gazdasági fejlődést hoztak: új vállalatok alakultak, műszaki és kereskedelmi főiskolát alapítottak, az úthálózatot kibővítették a megnövekedett forgalom kiszolgálására, de ekkoriban alapították az összes óvodát, a városi könyvtárat, a felnőttképzési központot, a zeneiskolát. Gyors gazdasági és társadalompolitikai fejlődésének köszönhetően Wels több évtizedes pályázás után 1964-ben megkapta az önálló tartományi város minősítést.
1966-ban az Eisenfeld-kastélyt lebontották. Az 1970-es évek gazdasági válsága Welsben is éreztette hatását, az energia ára jelentősen megemelkedett, több vállalat (mint a Reisner & Wolff vagy a Welsermühl-papírgyár) csődbe ment. 
Az 1990-es évek vége felé egyre nagyobb hangsúlyt kapott a nemzetiszocialista múlttal való szembenézés, a náci párttagokról elnevezett közterületek felülvizsgálata, amit főleg zöld és kommunista aktivisták szorgalmaztak. Ilyen volt a városban született orvosi Nobel-díjas Julius Wagner-Jaureggről vagy Franz Karl Ginzkey és Karl Heinrich Waggerl írókról elnevezett utcák (valamennyien tagjai voltak az NSDAP-nek). A IV. SS bajtársi szövetség emléktábláját ismeretlen aktivisták szedték le egy kápolnáról, a náci politikus Moritz Etzoldról elnevezett tornacsarnokot átnevezték. 2008-ban hat botlókövet helyeztek el a városban a nácik által kivégzett három zsidó és három ellenálló emlékére.

## Demográfia
Wels városának területén 2020 januárjában 62 470 fő élt. A lakosságszám 1869 óta folyamatosan gyarapszik. 
A népesség változása:

| 2018 | 61 233 |
| 2024 | 65 303 |

### Etnikumok
2018-ban az ittlakók 73,8%-a olt osztrák állampolgár; a külföldiek közül 2,1% a régi (2004 előtti), 8,5% az új EU-tagállamokból érkezett. 10,9% a volt Jugoszlávia (Szlovénia és Horvátország nélkül) vagy Törökország, 4,7% egyéb országok polgára volt.
Ugyanekkor 309 (0,5%) magyar élt a városban. 
A legnagyobb nemzetiségi csoportokat a német (79,6%) mellett a horvátok (5,8%), a törökök (4,1%), a szerbek (3,5%) és a bosnyákok (1,5%) alkották.

### Vallás
2001-ben a lakosok 62,8%-a római katolikusnak, 7,1% evangélikusnak, 2,9% ortodoxnak, 10,2% muszlimnak, 13,6% pedig felekezeten kívülinek vallotta magát.

## Politika

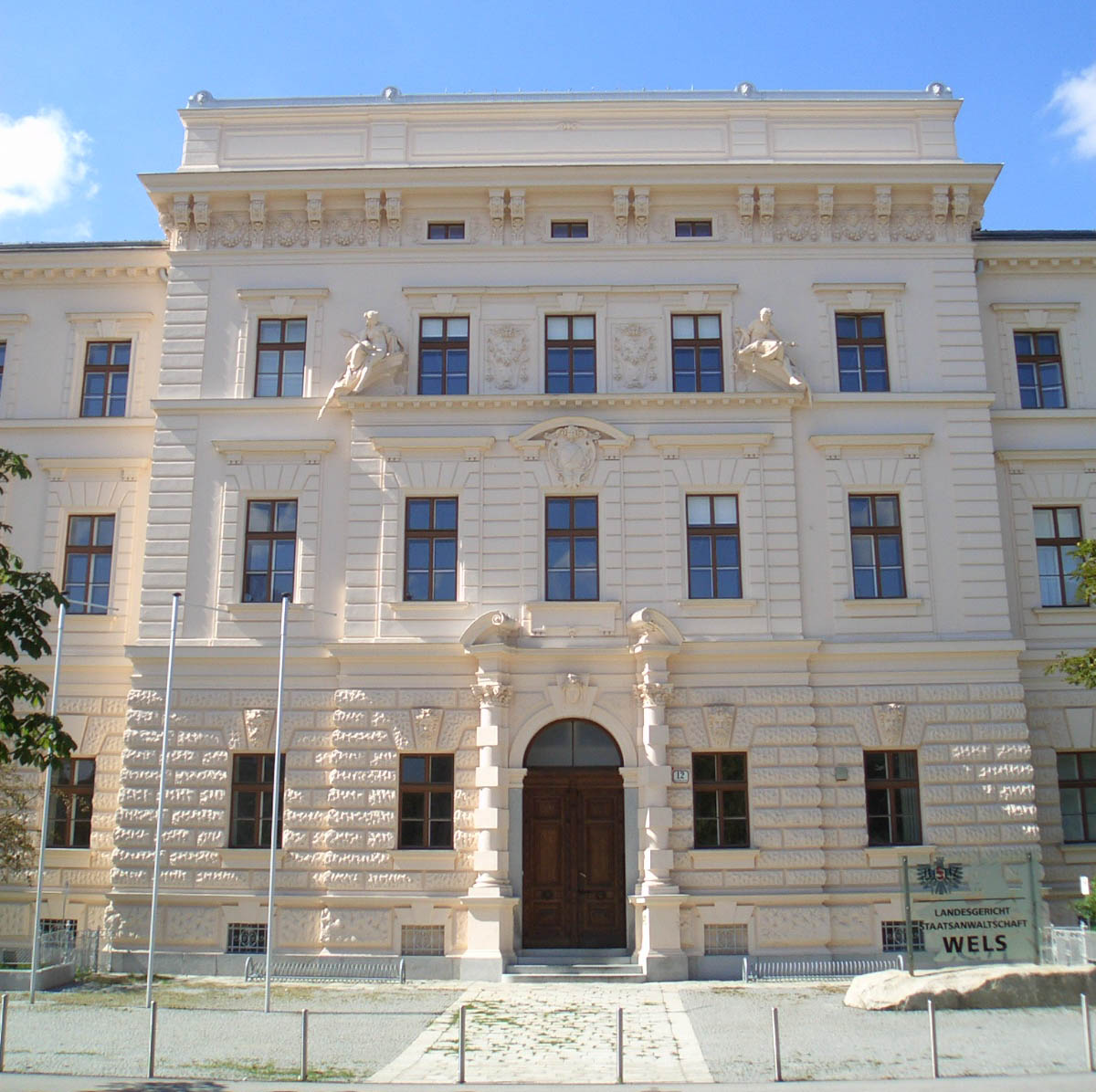
A járásbíróság épülete

Welst a városi szenátus (a kormányzó szerv) és a 36 tagú városi tanács vezeti. Wels azon kívül, hogy önálló tartományi jogú város, a Welsvidéki járás és a helyi járásbíróság központja. 

### Polgármesterek
- 1848–1861 Ferdinand Vielguth
- 1861–1879 Franz Gross, Liberális Párt
- 1879–1883 Leopold Bauer
- 1883–1886 Franz Gross
- 1887–1914 Johann Schauer, Németliberális Párt
- 1914–1918 Camillo Schulz
- 1919–1924 Karl Richter, Német Néppárt
- 1924–1934 Karl Aubert Salzmann, Keresztényszociális Párt
- 1934–1938 Johann Hartl, Keresztényszociális Párt
- 1938–1939 Leopold Sturma, Nemzetiszocialista Német Munkáspárt
- 1939–1945 Josef Schuller, Nemzetiszocialista Német Munkáspárt
- 1945.5.5. – 1945.5.8. Karl Gusenleitner
- 1945.5.8. – 1945.8.20. Franz Breitwieser, Osztrák Néppárt (ÖVP)
- 1945.8.20. – 1946 Mathias Wagner, ÖVP
- 1946–1949 Franz Grüttner, Ausztria Szociáldemokrata Pártja (SPÖ)
- 1949–1962 Oskar Koss, SPÖ
- 1963–1982 Leopold Spitzer, SPÖ
- 1982–1999 Karl Bregartner, SPÖ
- 1999–2015 Peter Koits, SPÖ
- 2015- Andreas Rabl, Osztrák Szabadságpárt

## Gazdaság
Welsben mintegy 40 ezer munkavállaló dolgozik több mint 4 ezer munkahelyen; emellett 22 600 vidéki ingázik rendszeresen a városba, a városból pedig 8600-an a környező településekre. 
A dolgozók több mint 60%-át a szolgáltatói szektor foglalkoztatja. A legtöbb ide tartozó cég kereskedelemmel foglalkozik, a többiek pedig szociális, közszolgálati, pénzügyi, közlekedési területeken működnek. A gazdaság másik tartóoszlopa a termelő- és feldolozóüzemek. Wels ipari negyede Pernauban található. Erős a vegyipar, a bútorgyártás, a gépgyártás, a nagykereskedelem. A legnagyobb forgalmú, welsi központú cégek sorrendben az XXXLutz, az Intersport Austria, a Doppler Mineralöle, a 3e és a Felbermayr. Jelentős vállalkozások még a pecséteket és lézergravírozkat gyártó Trodat, a futószalagokat és automata raktárrendszereket készítő TGW Logistics Group, az anyagtechnológiában érdekelt  Rübig, a kötélgyártó Teufelberger, a hegyi mezőgazdasági gépeket készítő Reformwerke Wels, a Resch & Frisch nagyüzemi pékség, a Klipp fodrászatlánc, a Richter Pharma gyógyszergyár és a Tiger Coatings festékgyár.
A mezőgazdaság jelentősége visszaesett, mára mintegy 80 farm maradt a városi önkormányzat határain belül, amelyek 2000 hektáron gazdálkodnak és 4000 szarvasmarhát és sertést nevelnek. 
A welsi vásár 150 éves múltra tekint vissza, a gazdasági és agrárcégek kiállításai az 1960-as és 70-es években több mint egymillió látogatót vonzottak. Ma a welsi Ausztria harmadik legnagyobb gazdasági vására, mintegy 4000 kiállítóval és közel félmillió látogatóval.

### Közlekedés

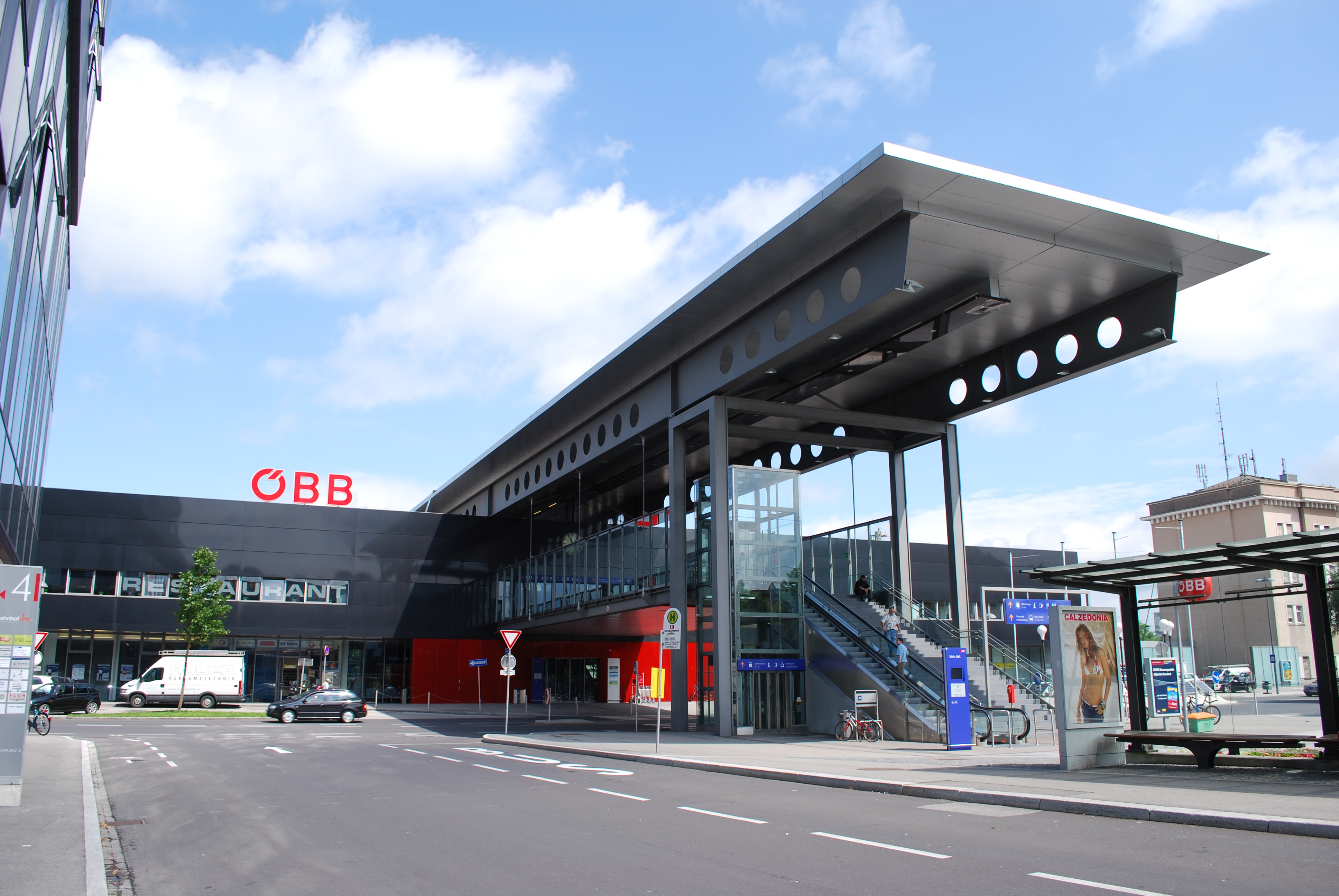
A welsi főpályaudvar

Wels mintegy 30 km-re délnyugatra fekszik a tartományi főváros Linztől, a Bécs-Salzburg közötti B1-es főút mentén. A várost északról az A25, illetve A8 autópályákon lehet megkerülni. A városon áthalad az ország egyik legfontosabb vasútvonala, a Bécs-Linz-Salzburg közötti Westbahn és innen ágazik le róla a passaui mellékvonal. Dél felé a 43 km-es, egyvágányos Almtalbahn kanyarodik le róla, amely Grünauban ér véget. A welsi teherterminálon naponta mintegy ezer teherautó és ugyanennyi tehervagon fordul meg.  
Az 1972-ben megnyitott 100 hektáros welsi repülőtér nyilvános polgári és sportcélokat egyaránt szolgál. A repülőteret a Welser Fliegerclub Weisse Möwe üzemelteti. 

### Közszolgáltatások

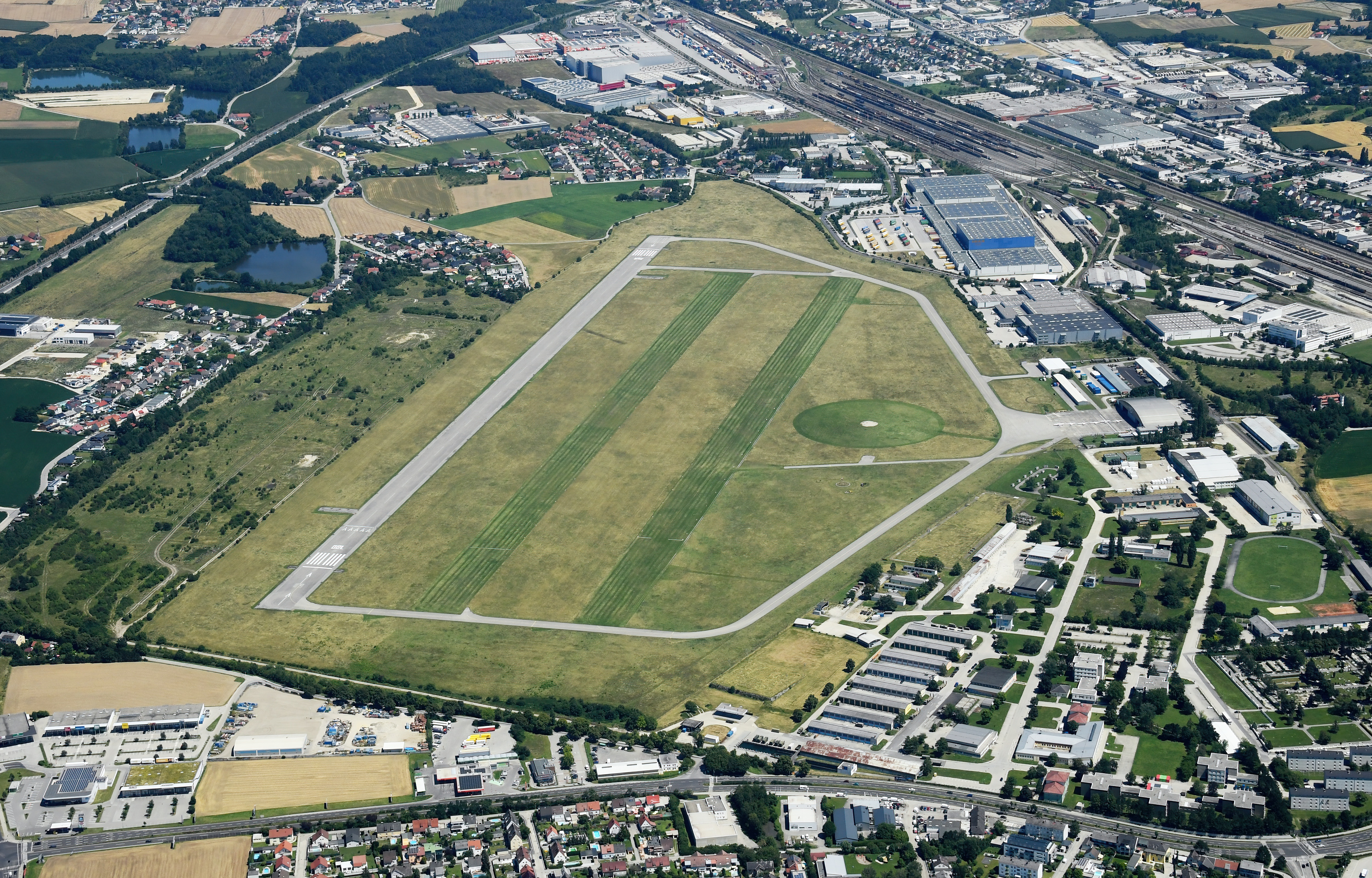
A welsi repülőtér

Welsben található Ausztria legnagyobb, egyházi működtetésű kórháza, a Wels-Grieskirchen klinika, amelyet 2007-ben bíztak a Szent Kereszt Irgalmasnővérek és a vocklabrücki ferencesrendi apácák gondjaira. A kórházkomplexum 1349 ágyával, 3500 dolgozójával (köztük 470 orvos) a legnagyobb egész Felső-Ausztriában és az ötödik legnagyobb az országban, ahol évente 80 ezer beteget kezelnek és 30 ezer műtétet végeznek el.
Welsben állomásozik az osztrák fegyveres erők utolsó megmaradt harckocsizászlóalja. A laktanyában mintegy 600 katona és civil teljesít szolgálatot.  
Az alsó- és középfokú oktatási intézményekhez 11 óvoda, 10 általános iskola és 8 nyolc, különböző fókuszpontú (zene, sport stb.) középiskola tartozik, köztük a vocklabrücki ferences nővérek által fenntartott magán lánygimnázium. A felsőoktatást a Fachhochschule Oberösterreich (Felső-ausztriai alkalmazott tudományok főiskolája) helyi leányintézete (ahol 2012-ben 1500-an tanultak), valamint egy gazdasági, két kereskedelmi, egy műszaki és egy élelmiszeripari főiskola képviseli. 

## Látnivalók
A legtöbb turista a welsi vásár idején látogatja meg a várost. A helyi turisztikai szövetség adatai szerint évente átlagosan 150 ezer vendégéjszakát realizálnak a szállásadók és ezenfelül további 90 ezer látogató érkezik rövid időre Welsbe. Wels tagja az osztrák Történelmi kisvárosok szövetségének. 1983-ban és 2000-ben a város volt a színhelye a felső-ausztriai tartományi kiállításnak.

### Nevezetes épületek
A történelmi épületek jelentős hányada tűzvészeknek vagy modernizációs törekvéseknek esett áldozatul. A középkori városfal és kapui is szinte teljes egészében erre a sorsra jutottak, tornyainak többségét a 19. században, az utolsó előttit pedig 1959-ben bontották le. Mára csak egy maradt, a Ledererturm, amely egyben a város jelképévé is vált. 

#### Kastélyok, házak

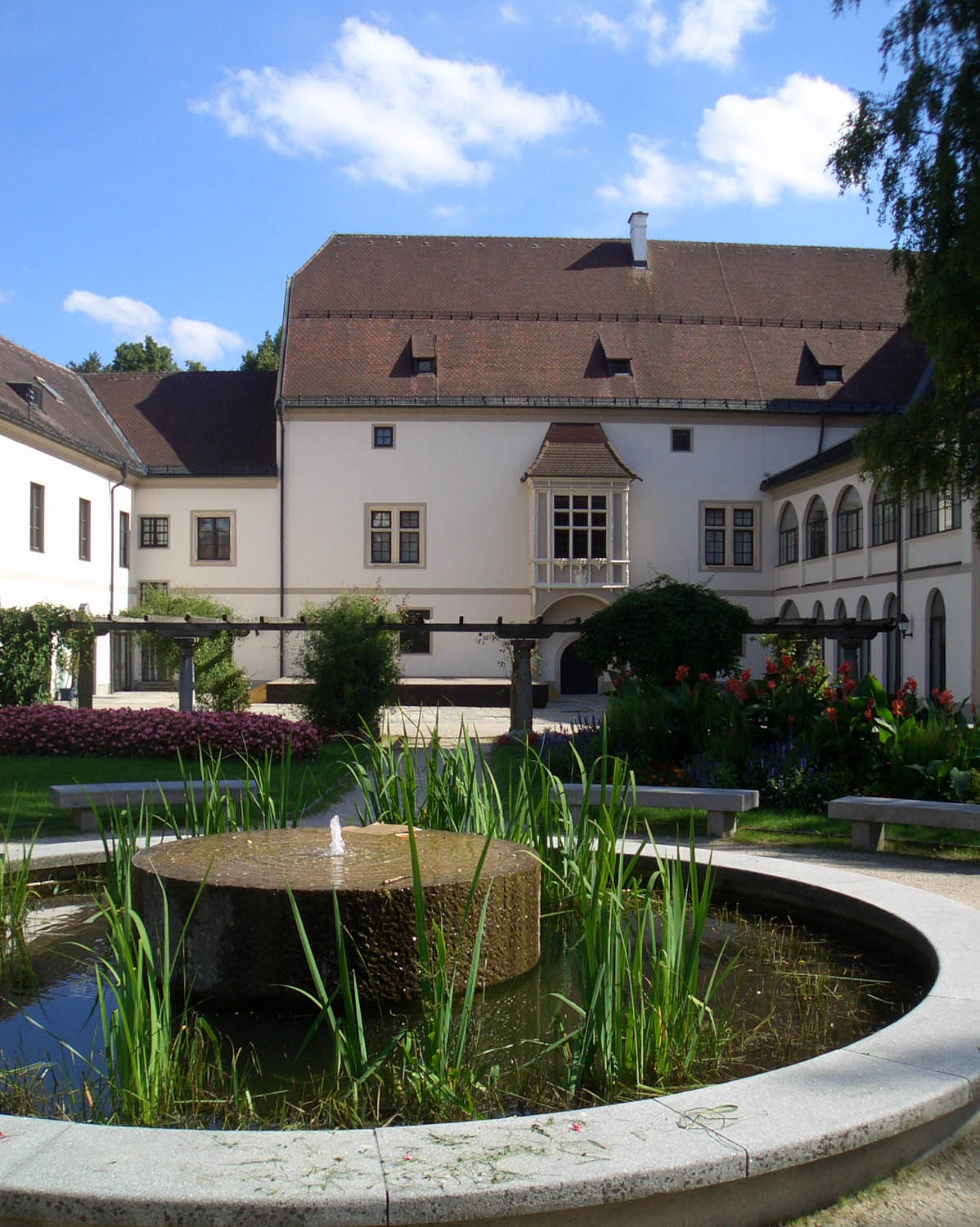
A welsi vár udvara

A főtéri házak közül soknak a története a 13. századra nyúlik vissza. Különösen figyelemre méltó az a mintegy tucatnyi, 16-17. századbeli épület, amelyek árkádos udvarral rendelkeznek és némelyikük nyitva áll a látogatók előtt. 
- a welsi vár I. Miksa császár idején nyerte el mai arculatát. Egy ideig margaringyár működött benne, 1954-től a városi helytörténeti múzeumnak adott otthont (néhány kiállítás ma is itt tekinthető meg).
- a Salome Alt-ház a városi plébániatemplommal szembeni, címerrel és látványos piros-fehér mintázattal díszített középkori sarokház. Először 1464-ben említik. 1611-1633-ig itt lakott Salome Alt, Wolf Dietrich von Raitenau salzburgi érsek szeretője.
- a Herminenhof kastély 1725-ben épült, a 20. század elején egyes részeit lebontották. Ma könyvtár, levéltár és zeneiskola működik benne.
- a Ledererturm (Tímártorony) nyugat felől zárja le a főteret. Először 1326-ban említik, mai külsejét 1616-1619 között nyerte el. A toronysüveg 1771-ben került a helyére, miután az előző leégett.
- a rokokó stílusú, dús stukkódíszítéssel ellátott Kremsmünstererhof 1777-ben épült. Ma szállodának ad otthont.
- a welsi minorita kolostort 1280 körül alapították. A Borbála-kápolna a 15. század végén épült. 1784-ben a kolostor megszűnt, az épületbe katonák, később tűzoltók költöztek. Ma múzeum.
- a Polheim-kastélyt eladósodott tulajdonosai 1695-ben adták el a városnak. Egyideig sörfőzdének, majd iskolának adott otthont. 2010-ig zeneiskola működött itt.
- Szintén a Polheimek építtették a lichteneggi kastélyt.
- a Tilly-palota 1720 után nyerte el mai külsejét, miután Ferdinand Lorenz Tilly gróf megvásárolta. Ma a Welsvidéki járás központi hivatalainak ad otthont.

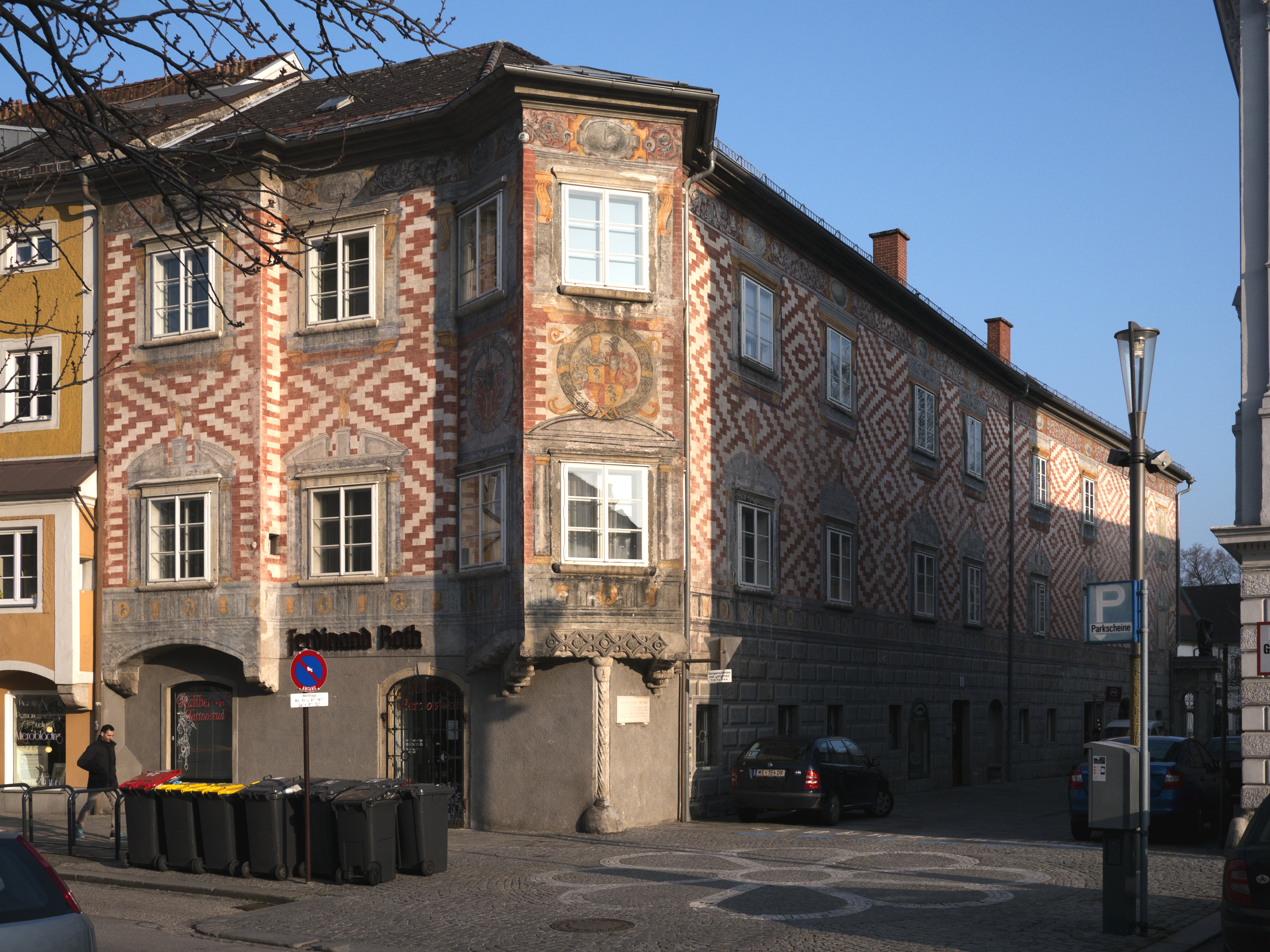
Salome Alt háza
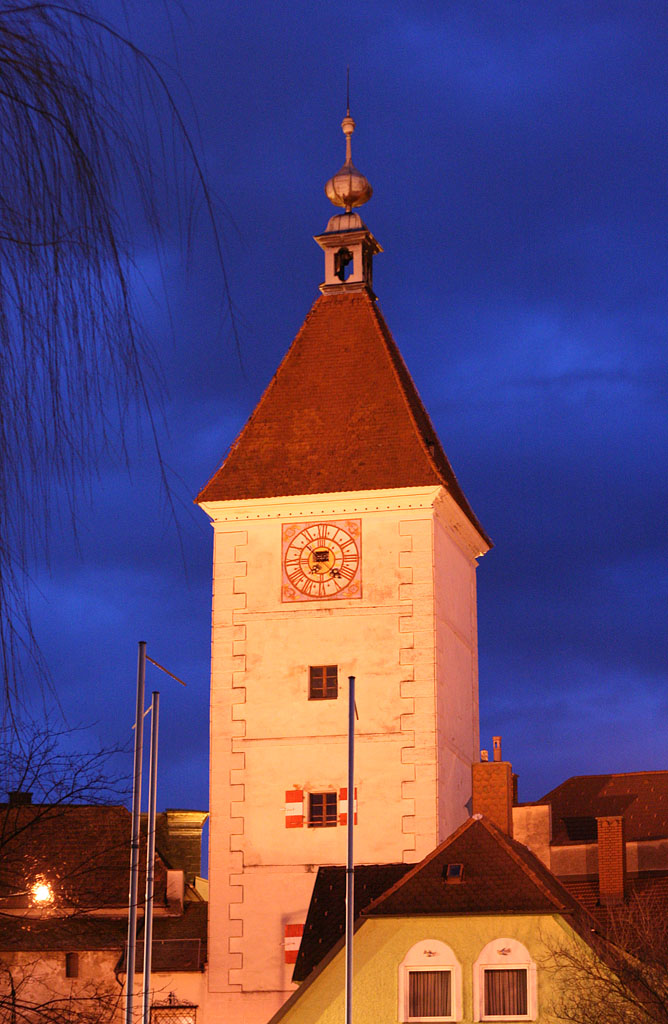
A Ledererturm
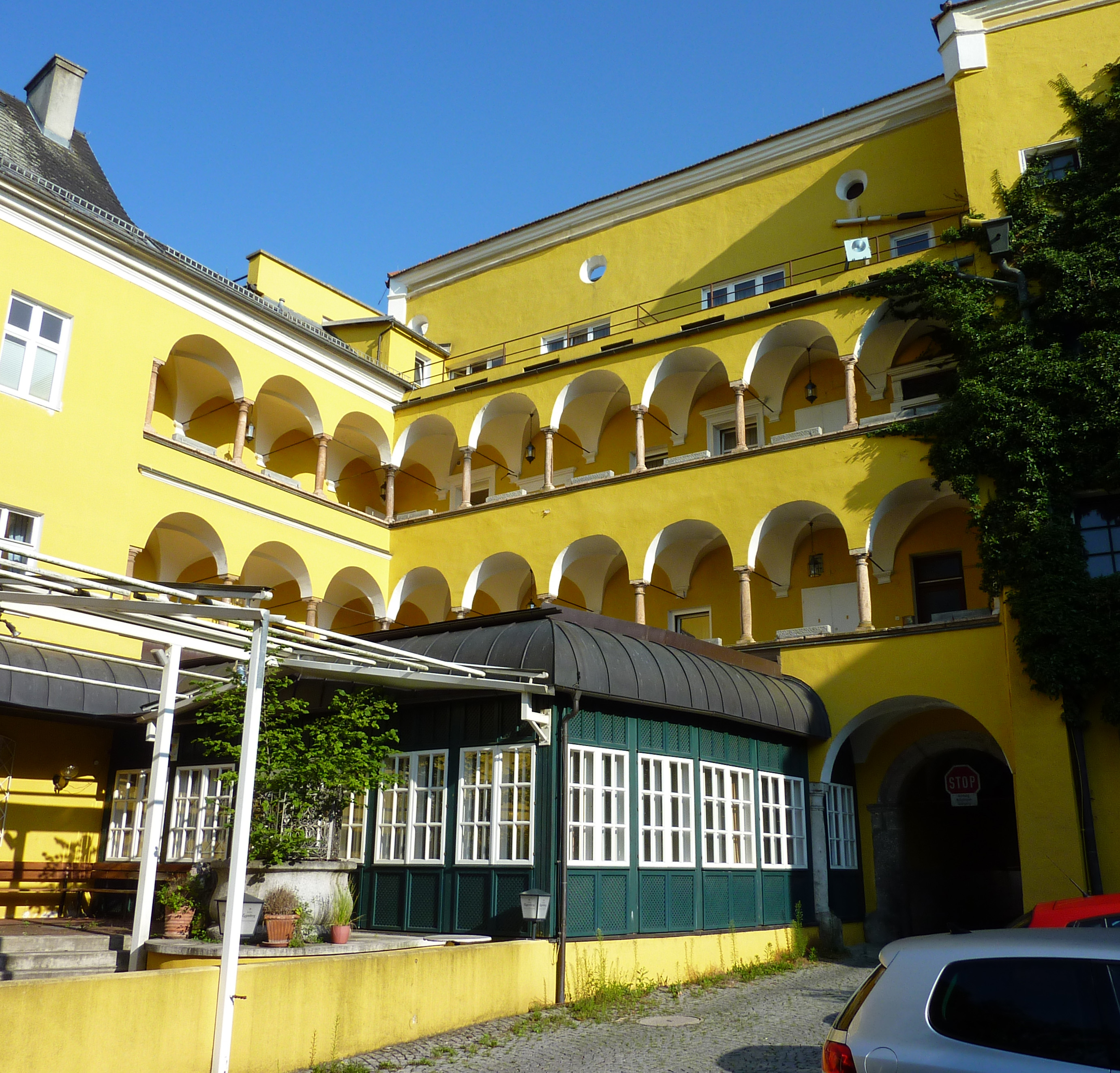
A Kremsmünstererhof udvara
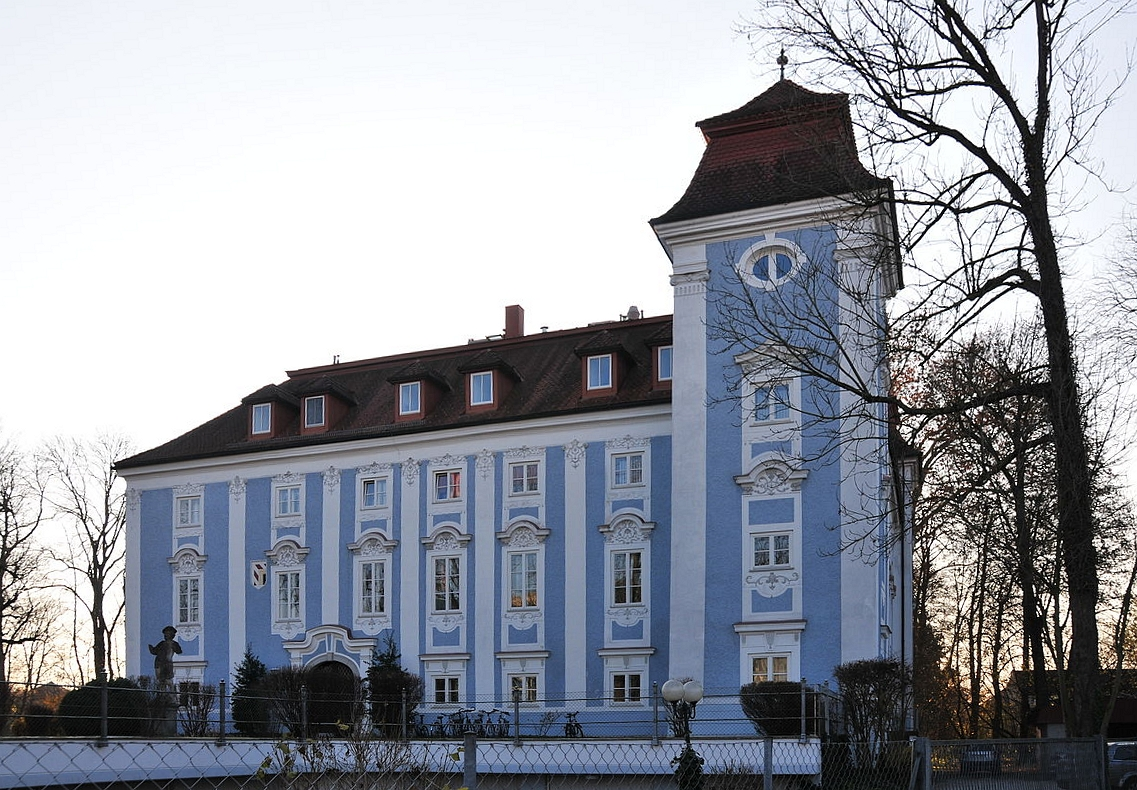
A lichteneggi kastély
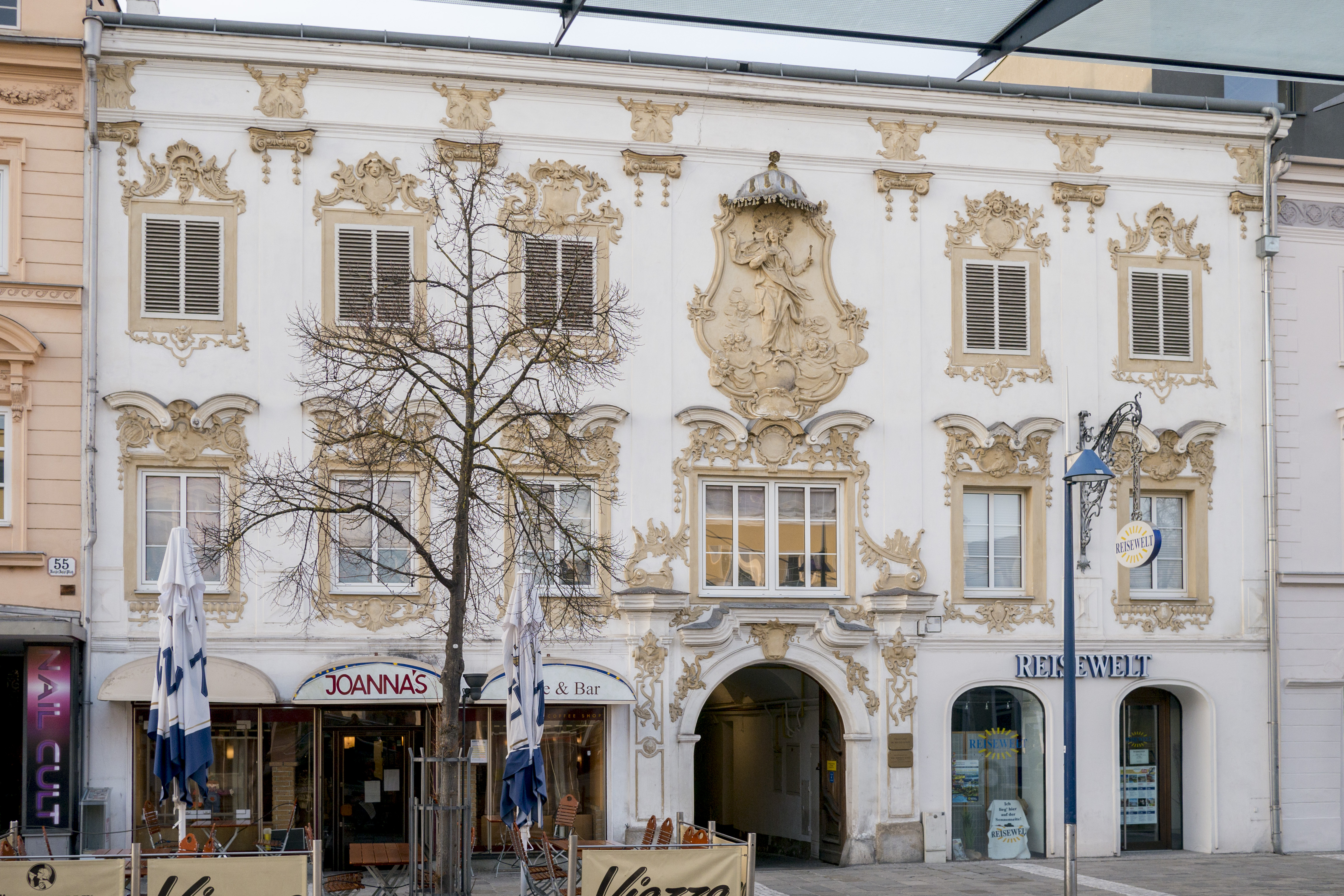
A Háromkorona fogadó

#### Templomok
- a János evangélistának szentelt katolikus városi plébániatemplomot először 888-ban említik, ekkor még csak egy fából épült kápolna volt. Mai gótikus külsejét a 14. században nyerte el. A templomban temetkezett a Polheim főúri család.
- az 1785-ben épült, Szűz Máriának szentelt ún. elővárosi plébániatemplom.
- az 1852-ben befejezett neogótikus evangélikus templom. Ez a város egyetlen evangélikus temploma és az első az országban, amelyhez harangtornyot építettek (1860-ban).
- a neoromán Jézus szíve-templom 1911-ben épült.
- az 1715-ös kálváriadombi templom, amelyben már nem tartanak rendszeresen miséket.
- a 2004-es modern Szt. Ferenc-templom.[18]
- a pernau Munkás Szt. József-plébániatemplomot 1965-ben alapították.

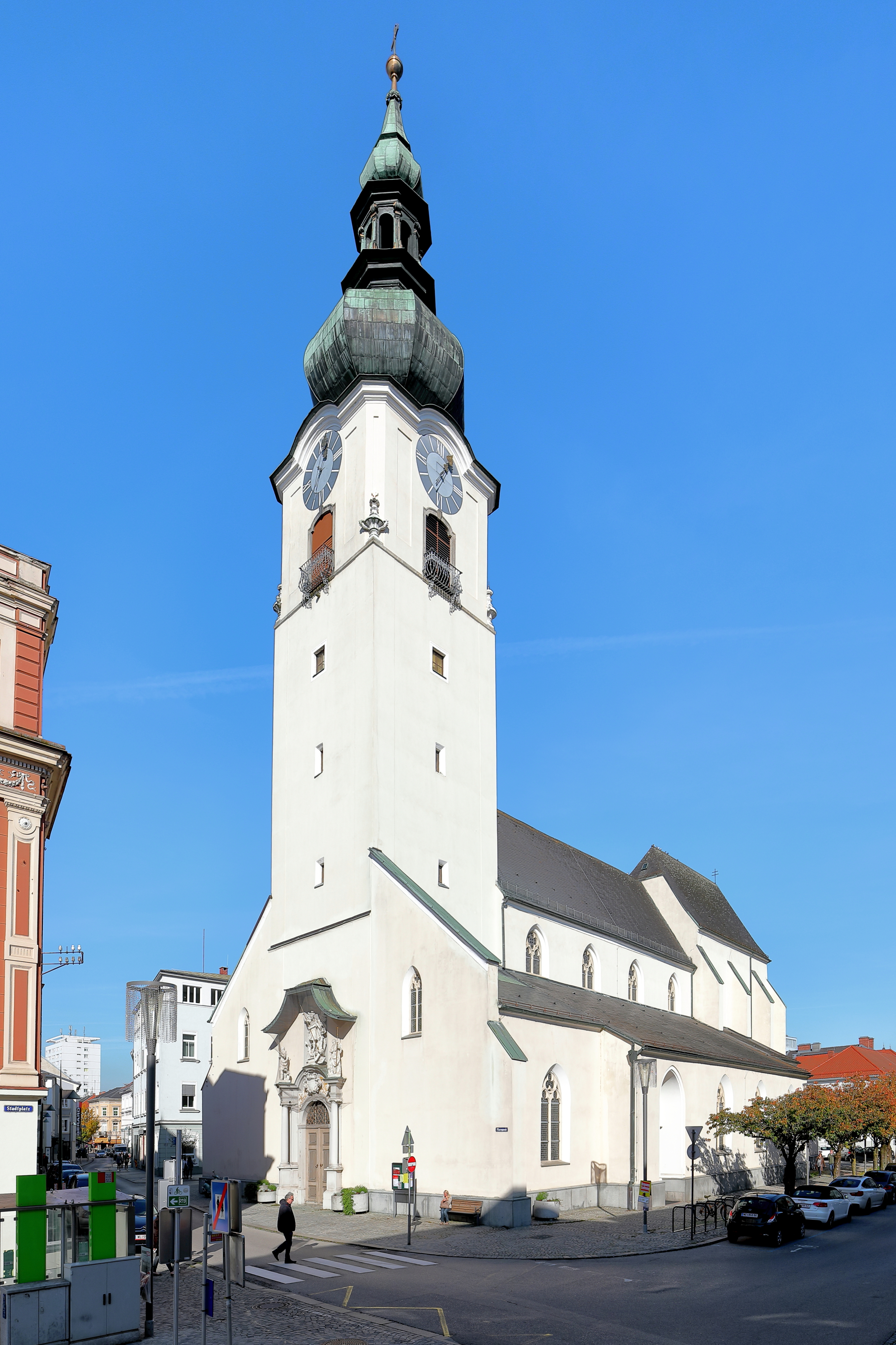
A János evangélista-plébánistemplom
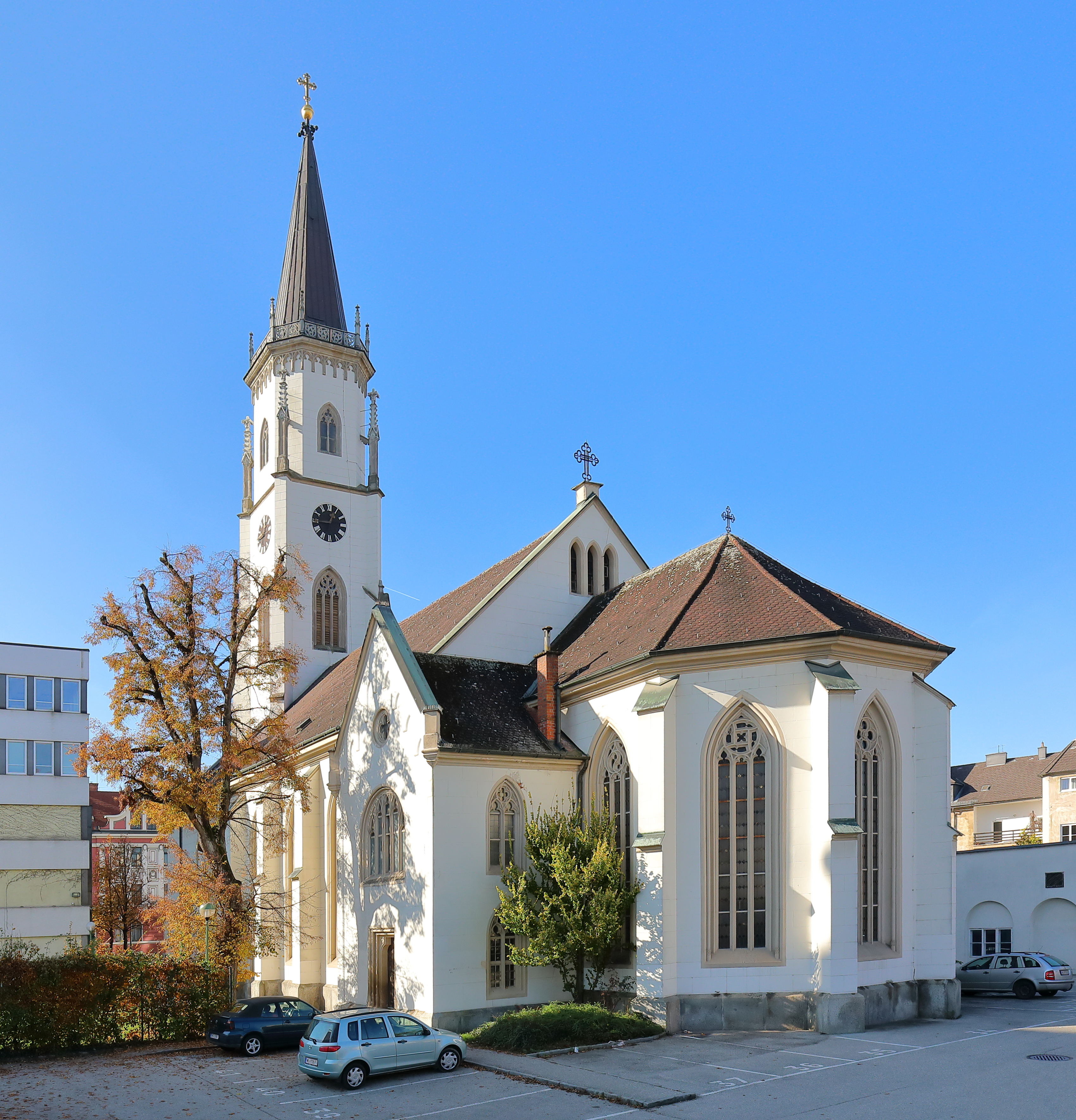
Az evangélikus templom
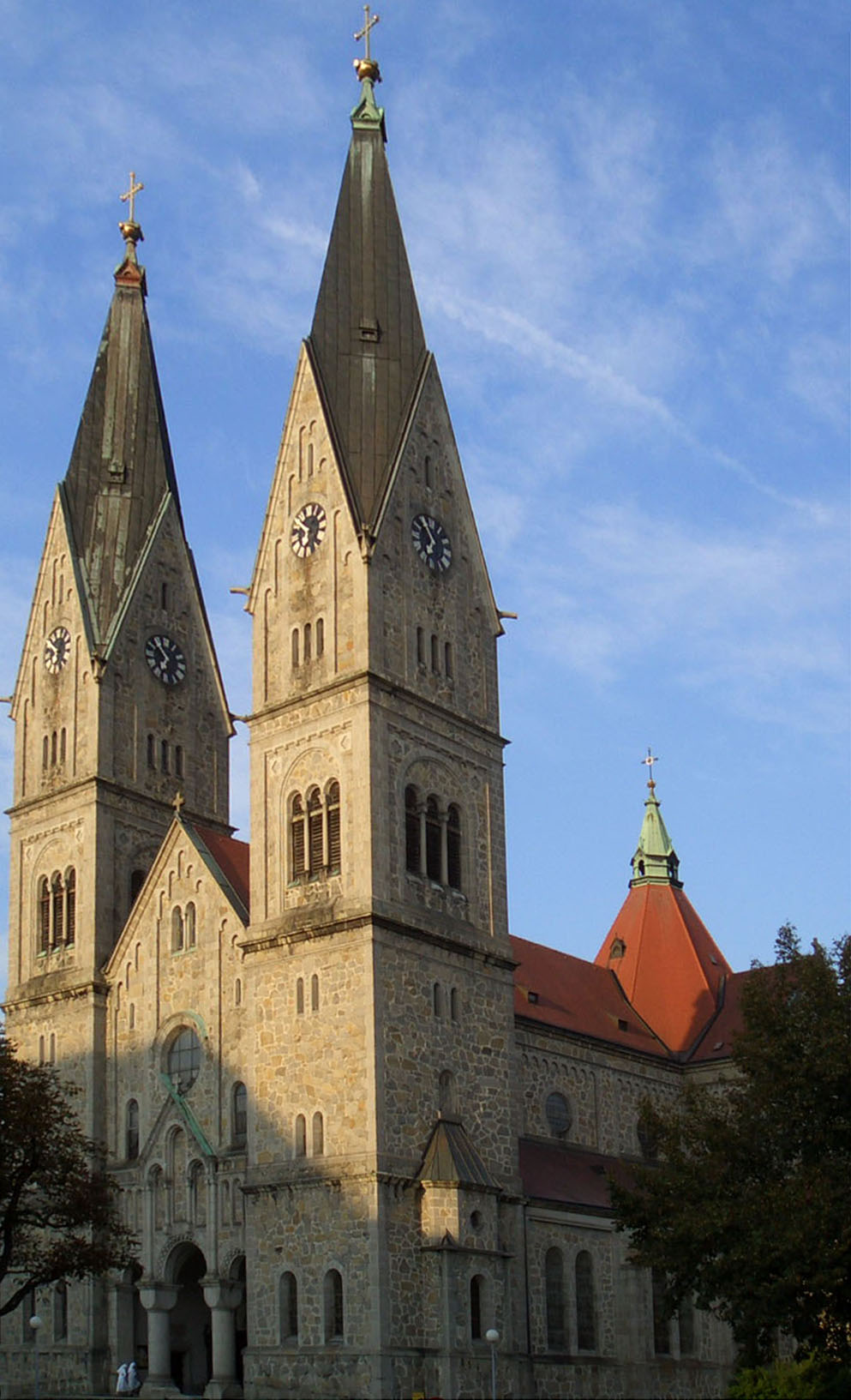
A Jézus szíve-templom
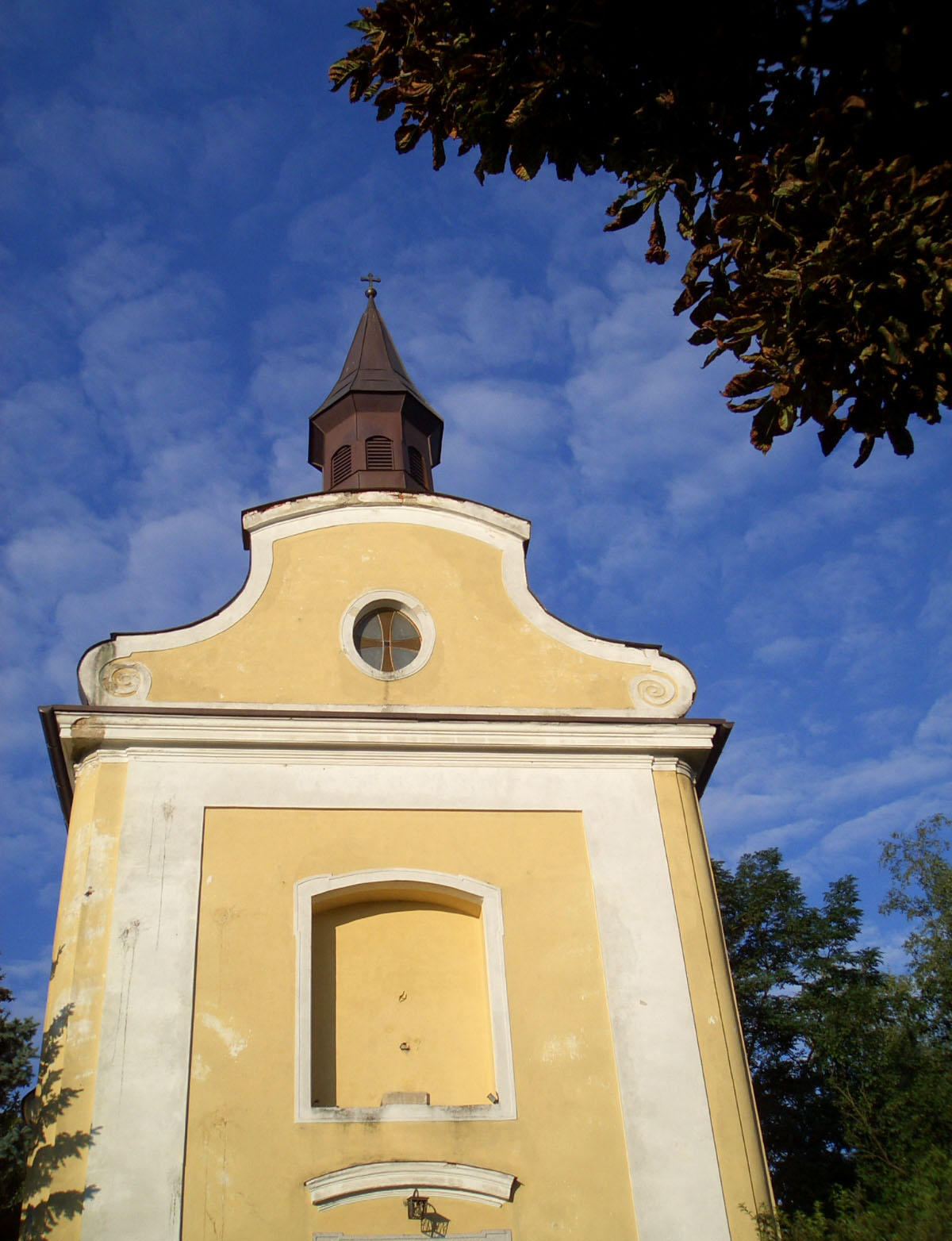
A kálváriadombi templom

### Múzeumok

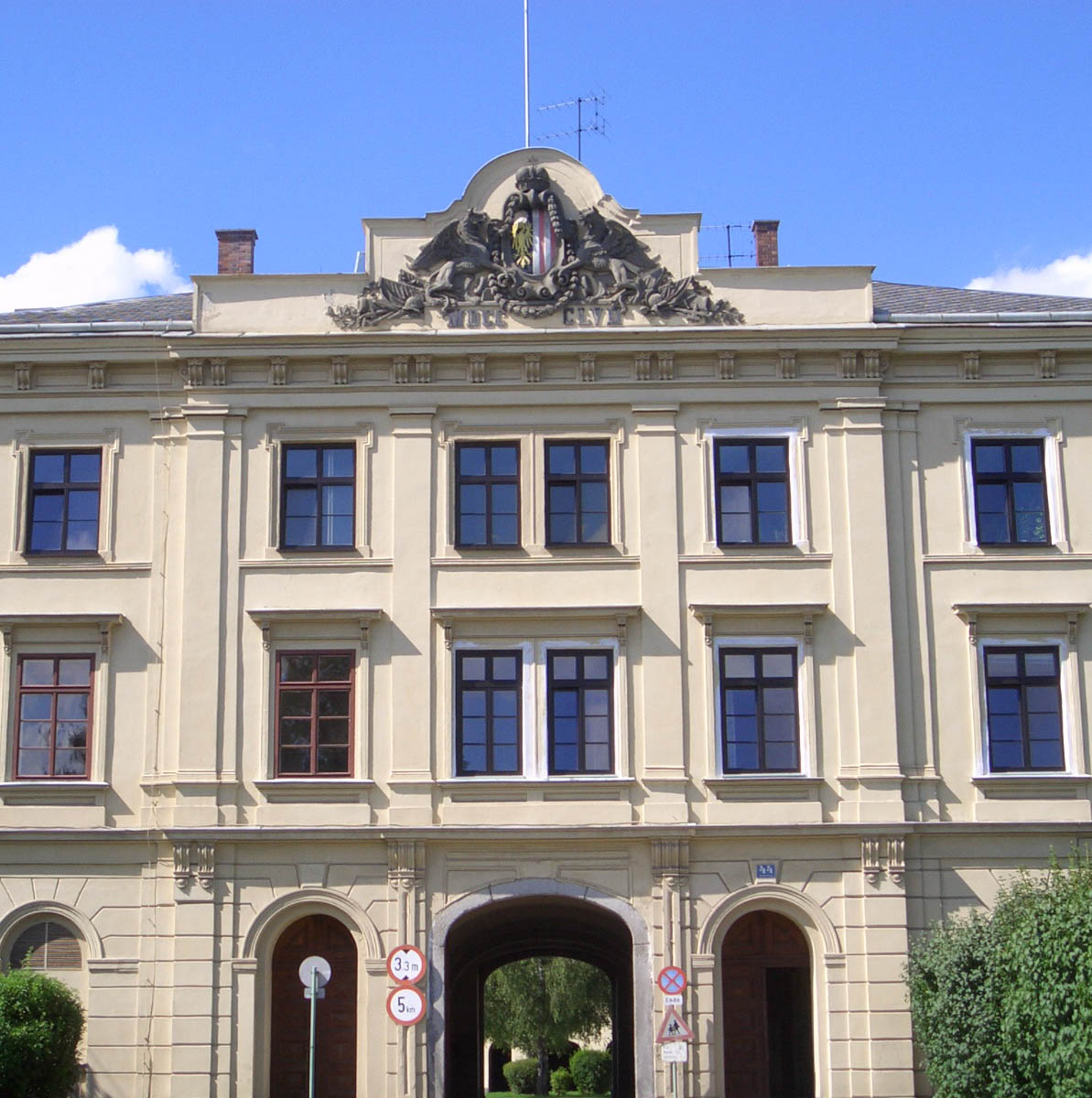
A volt dragonyoskaszárnya

- a welsi városi múzeum részben a várban, részben a volt minorita kolostorban kapott helyet. Utóbbiban az őstörténeti, ókori, kora középkori kiállítások, előbbiben a közép- és újkoriak találhatók. A múzeumhoz tartozik egy mezőgazdasági, egy cukrászati és egy menekültkiállítás.
- a megújuló energiákat bemutató Welios természettudományos központ.
- a volt dragonyoskaszárnyában kapott helyet a 4. K. u. K. dragonyosezred múzeuma.

#### Egyéb látnivalók

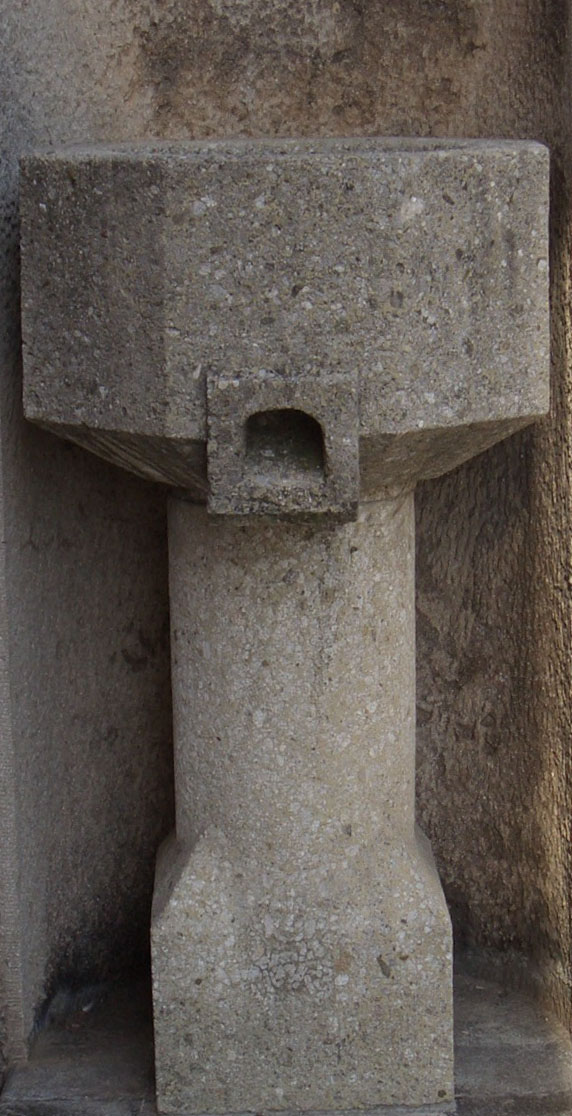
A welsi mérő

- a welsi mérő (metzen) kb. 75 liternyi űrmértékegység volt, amellyel gabonát mértek. Ennek szabványát 1552/53-ban állították fel a főtéren. Itt ma egy másolat látható, az eredetit a városi múzeumba vitték.
- a főtéri szökőkút eredetijét a 16. század végén állították. 1891-ben lebontották, 1942-ben a másolatát visszahelyezték.
- az elővárosi templom melletti Mária-oszlopot 1660-ban emelték, 1745-ben renoválták.
- a welsi állatkert a legrégebbi Felső-Ausztriában
- a Welldoradó akvapark és sportközpont

### Sport
A városban mintegy 100 sportegyesület működik. 
- a Raiffeisen Flyers Wels kosárlabdacsapat 2009-ben megnyarte az osztrák bajnokságot.
- az SPG Walter Wels asztalitenisz-csapat is több alkalommal játszott már az országos bajnoki címért.
- a Budokan központban távol-keleti harcművészeteket oktatnak országos és Európa-bajnoki szinten lévő mesterek.
- az FC Wels futballcsapat a harmadosztályban (regionális liga) játszik.
- a HC Wels női gyeplabdacsapat hatszor volt országos bajnok.
- az EC Wels jégkorongcsapat négyszer volt tartományi bajnok.

## Híres welsiek
- Alois Auer von Welsbach (1813–1869), nyomdász, illusztrátor
- Heinrich Brunner (1840–1915), jogtörténész
- Hugo Ströhl (1851–1919), heraldikus, illusztrátor
- Carl Rabl (1853–1917), anatómus
- Julius Wagner-Jauregg (1857–1940), Nobel-díjas orvos, fiziológus
- Paul Rübig (1953-), politikus, EP-képviselő
- Christoph Ransmayr (1954-), író
- Andreas Gruber (1954-), forgatókönyvíró, rendező
- Rudolf Anschober (1960-), politikus, szociális és egészségügyi miniszter
- Götz Spielmann (1961-), rendező és forgatókönyvíró
- Sabine Derflinger (1963-), rendező és forgatókönyvíró
- Christoph Sieber (1971-), olimpiai bajnok vitorlázó
- Andrea Mayr (1979-), világbajnok hosszútávfutó
- Saint Lu (1984-), énekesnő
- Itt hunyt el 1929-ben Zelenyák János római katolikus pap, politikus, természetgyógyász szakíró, a szegény nép „ingyenorvosa”.

## Testvérvárosok
- Straubing (Németország), 1973
- Chichigalpa (Nicaragua), 1988
- Tábor (Csehország), 2005
- Beszterce (Románia), 2014

## Fordítás
- Ez a szócikk részben vagy egészben  a   Wels (Stadt) című német Wikipédia-szócikk ezen változatának fordításán alapul.  Az eredeti cikk szerkesztőit annak laptörténete sorolja fel. Ez a jelzés csupán a megfogalmazás eredetét és a szerzői jogokat jelzi, nem szolgál a cikkben szereplő információk forrásmegjelöléseként.